# Parafia Ewangelicko-Augsburska w Brennej-Górkach
Parafia Ewangelicko-Augsburska w Brennej-Górkach – parafia luterańska w Brennej, należąca do diecezji cieszyńskiej. Mieści się przy ulicy księdza E. Miklera. Swym zasięgiem obejmuje gminę i zrzesza ok. 990 wiernych (2023 r.).
Początkowo luteranie w Brennej należeli częściowo do parafii w Skoczowie i Ustroniu. Cmentarz istnieje od 1865, a w 1883 powstały tu pierwszy kościół i szkoła. Obecny parafialny kościół Apostoła Bartłomieja wybudowano w latach 1985-1988. Samodzielna parafia obejmująca również Górki Wielkie i Małe powstała 1 stycznia 1992.
Cmentarz w Górkach Wielkich na tzw. Kępce Prochaskowej istnieje od 1858. W 1908 wybudowano tu kostnicę z dzwonnicą, rok później przebudowaną w kaplicę cmentarną a w 1984 rozbudowaną w kościół św. Jana Apostoła.

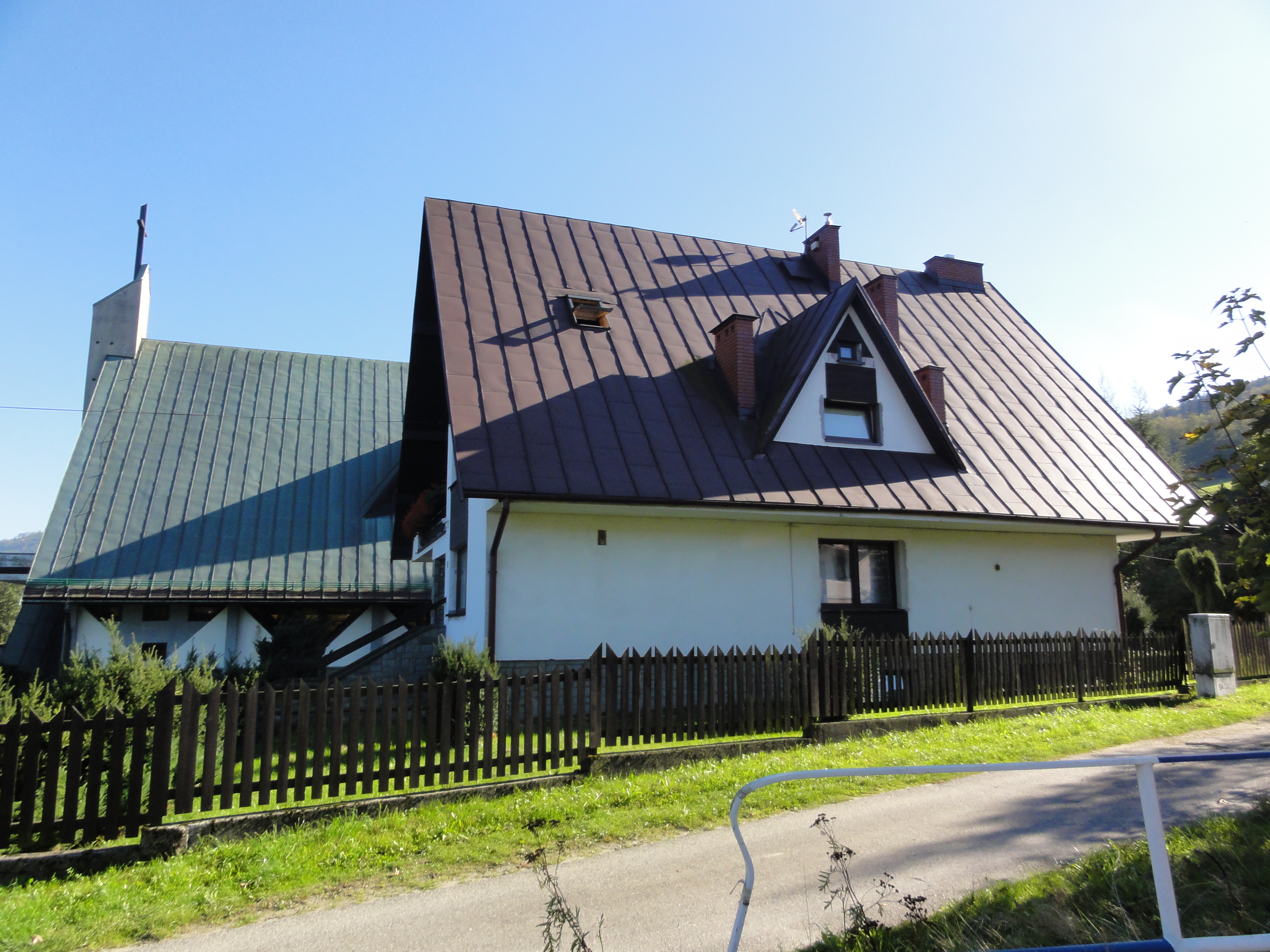
Budynek parafialny
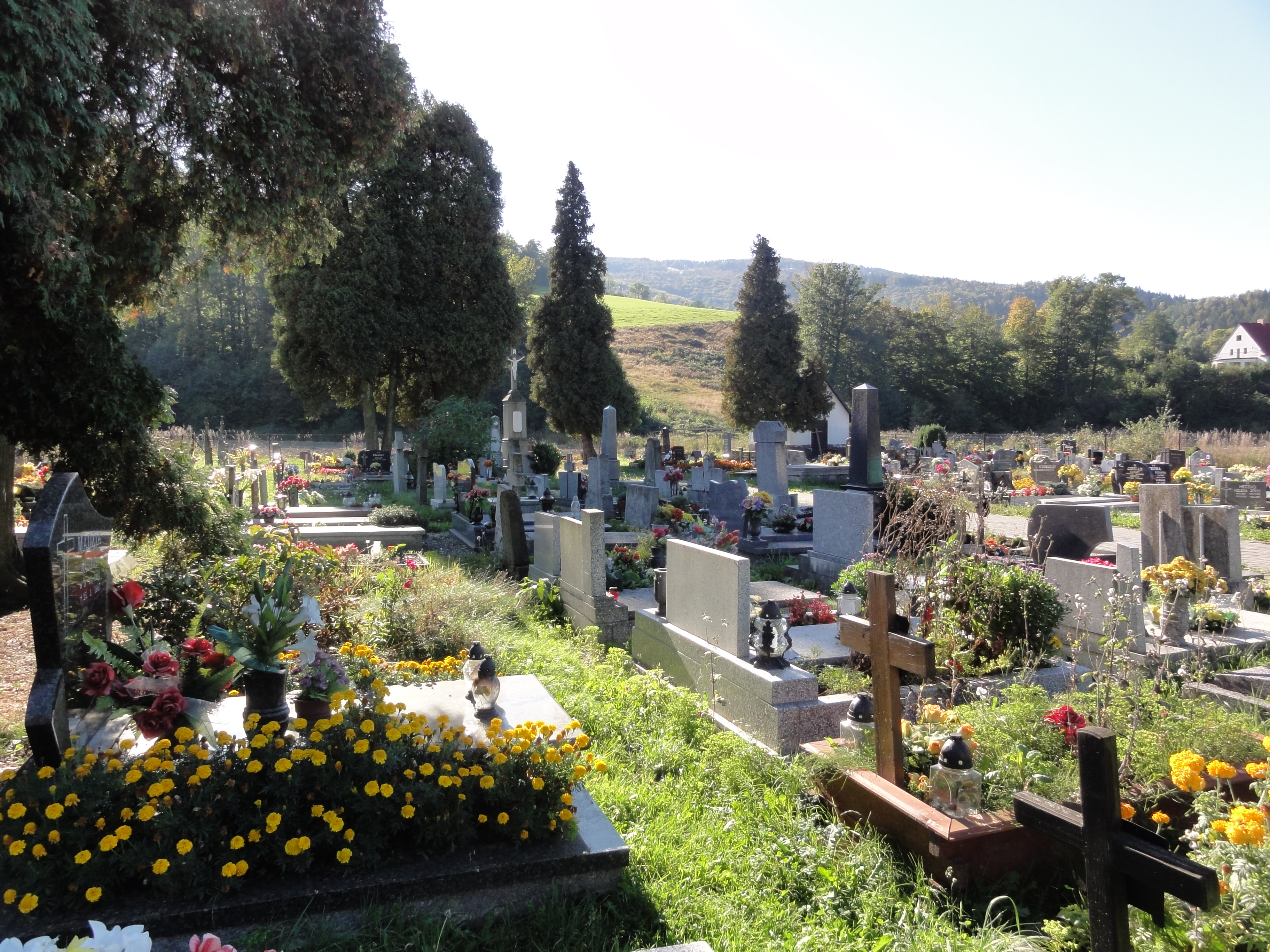
Cmentarz w Brennej
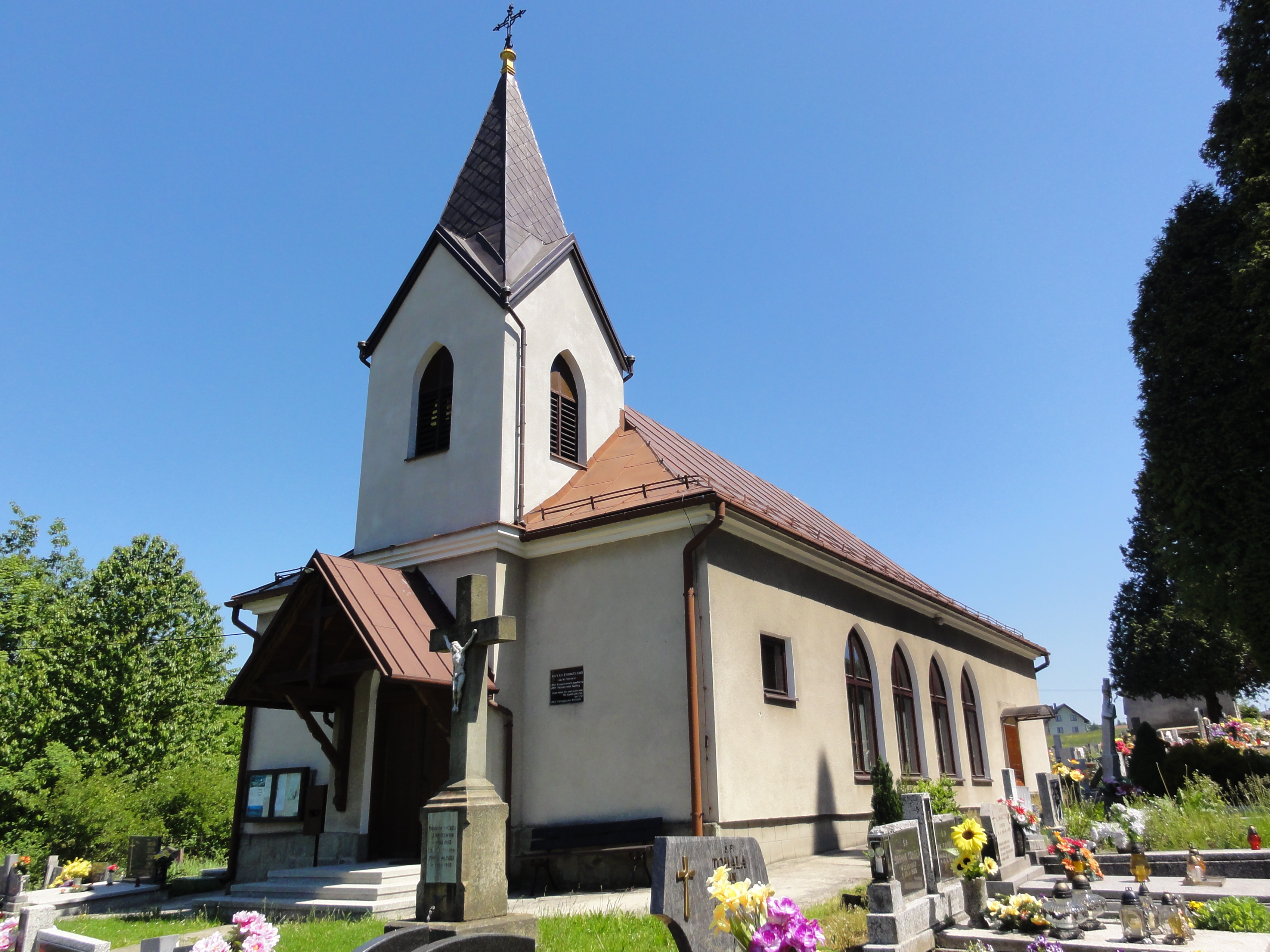
Kościół filialny Ap. Jana w Górkach Wielkich